# Śmiełów

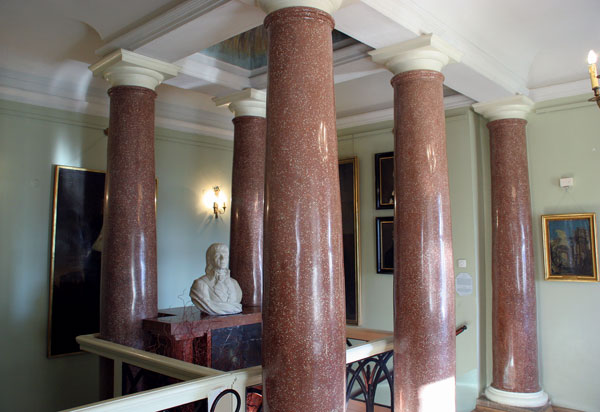
Treppenhaus auf Schloss Śmiełów mit einem Meistertisch der Freimaurer (darauf eine Büste von Tadeusz Kościuszko)

Śmiełów ['ɕmʲɛwuf] (deutsch Smielow) ist ein Dorf mit 260 Einwohnern im Westen Polens und Teil der Gemeinde Żerków. Es liegt etwa 60 km südöstlich von Posen und 10 km nördlich von Jarocin in der Woiwodschaft Großpolen und gehört dem Powiat Jarociński an.

## Geschichte
Im Mittelalter ist Śmiełów im Besitz des bedeutenden polnischen Adelsgeschlechts der Górka, später gehört es den Radomicki. Die Adelsfamilie der Gorzeński aus Dobrzyca erwirbt das Dorf 1784, und Andrzej Gorzeński, Richter am Woiwodschaftsgericht zu Posen, 
errichtet Ende des 18. Jahrhunderts das Ensemble aus Adelsschloss und Landschaftspark.
Nachdem Śmiełów infolge der Zweiten Teilung Polens zunächst 1793 und dann erneut nach dem Wiener Kongress 1815 unter preußische Herrschaft gerät, werden Ortschaft und Schloss zu einer wichtigen Adresse für die polnischen Unabhängigkeitsbestrebungen. 1831 hält sich Polens Nationaldichter Adam Mickiewicz während mehrerer Wochen hier auf, da er eine Teilnahme am polnischen Novemberaufstand erwägt. In den Folgejahrzehnten tragen die Besitzer von Śmiełów eine umfangreiche Sammlung wertvoller Erinnerungsstücke an den Dichter zusammen. Während des gesamten 19. Jahrhunderts dient Śmiełów als Umschlagplatz für Personen, Schriften und Güter zwischen preußischem und russischem Teilungsgebiet Polens.
1887 erlischt das Geschlecht der Gorzeński, und der Landadelige Franciszek Chełkowski erwirbt das verschuldete Gut. Die Chełkowski widmen sich der Pferdezucht, verwandeln Śmiełów in ein „offenes Haus“ und zählen unter anderem den Pianisten und ersten Ministerpräsidenten des wiedererstandenen Polen Ignacy Jan Paderewski, den Schriftsteller Henryk Sienkiewicz, den Philosophen Władysław Tatarkiewicz und General Józef Haller zu ihren Gästen.
An Polen kehrt Śmiełów zusammen mit dem übrigen Großpolen 1918 zurück. Der Zweite Weltkrieg und die unmittelbare Nachkriegszeit gehen mit erheblichen Beschädigungen des Anwesens einher. 1970 wird das Nationalmuseum Posen Besitzer der Anlage, beginnt mit deren gründlicher Restaurierung und eröffnet sie 1975 als Museum neu.

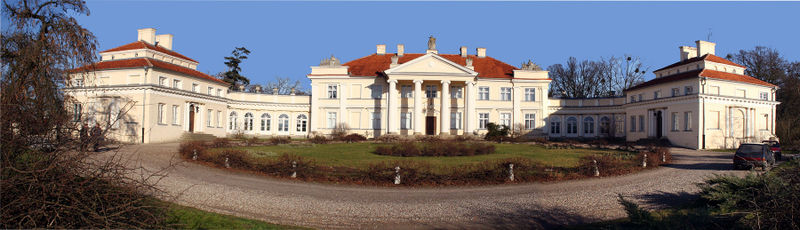
Frontalansicht des Schlosses mit Galerien und Seitenflügeln

## Sehenswürdigkeiten

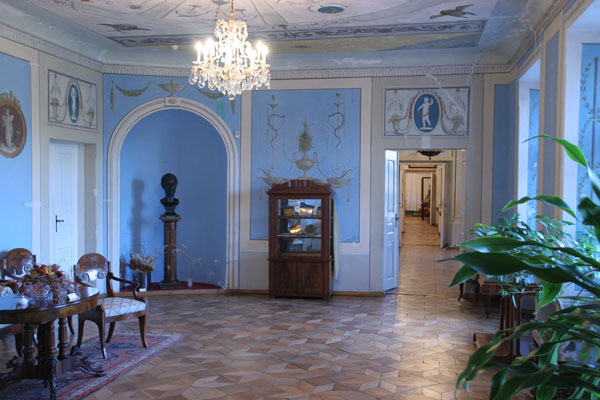
Der Blaue Salon

Hauptsehenswürdigkeit am Ort ist das Schloss mit dazugehörigem Landschaftspark. Ebenso wie die Schlösser von Rogalin (45 km in nordwestlicher Richtung) und Gołuchów (45 km nach Südosten) gehört die Anlage von Śmiełów zum Nationalmuseum Posen. Auch wurde sie von derselben Adelsfamilie und demselben Architekten erbaut wie das 25 km südlich gelegene Schloss in Dobrzyca.

### Schloss

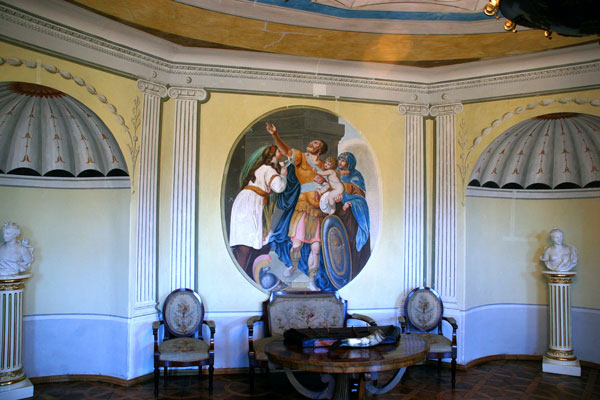
Der Ovale Salon

Das Schloss entstand um 1797 und wurde im Auftrag von Andrzej Gorzeński von dem bedeutenden polnischen Baumeister Stanisław Zawadzki entworfen. Es handelt sich um ein zweistöckiges, viereckiges Hauptgebäude, welches durch Galerien mit zwei Seitenflügeln verbunden ist. Ähnlich wie in Rogalin bilden Hauptgebäude, Seitenflügel und Galerien die hufeisenförmige Einfassung eines Ehrenhofes, dessen optischer Hauptakzent in dem Portikus des Hauptgebäudes besteht – Erkennungsmerkmal der allermeisten polnischen Adelssitze. Die Anordnung der Salons und anderer Räumlichkeiten im Innern des Schlosses ist teils asymmetrisch; dies bewirkt eine vage ins Geheimnisvolle hinüberspielende und auf die Romantik verweisende Atmosphäre. Im Souterrain ist ein achtwandiger Gewölbesaal von Bedeutung, der im 18. und im 19. Jahrhundert einer Loge der Freimaurer als Versammlungsort diente.

### Adam-Mickiewicz-Museum
Als Teil des Nationalmuseums Posen können die Räume des Schlosses besichtigt werden. Die Ausstellung widmet sich dem hiesigen Aufenthalt des großen romantischen Dichters Adam Mickiewicz von 1831. Gezeigt werden originale Manuskripte, Briefe und andere Handschriften, Porträts des Poeten sowie Bilder und Texte, die den Mickiewicz-Kult des späten 19. und des frühen 20. Jahrhunderts anschaulich machen (unter anderem von Wojciech Kossak). Die Sammlungen stammen zum Großteil aus dem Besitz der Gorzeński und Chełkowski, ebenso wie einige der ausgestellten Biedermeiermöbel. Aus Beständen des Nationalmuseums sind überdies Gemälde der französischen, niederländischen, italienischen und deutschen Schule des 16. bis 18. Jahrhunderts zu sehen, sodass insgesamt ein adäquater Eindruck vom Leben auf einem polnischen Upper-Class-Landsitz der Mickiewicz-Zeit vermittelt wird.

### Landschaftspark
Der Schlosspark wurde zeitgleich mit der Erbauung des Schlosses angelegt. Es handelt sich um einen 5,5 Hektar großen Landschaftspark im englischen Stil, der von einem Seitenarm der Lutynia durchflossen wird. Besonders schön sind die Kastanienalleen, eine natürliche Flussinsel, eine Orangerie, ein Lapidarium und der als Ogródek Zosi („Gärtchen der Sophie (Zosia)“) bekannte Teil des Parks mit Skulpturen. Außerhalb des Parks befinden sich historische Wirtschaftsgebäude des ehemaligen Landguts.

### Naturreservat
Schloss und Park liegen inmitten des 1994 eingerichteten Żerkowsko-Czeszewski Park Krajobrazowy (Naturpark Żerków-Czeszew), der eine Fläche von 156,4 km² umfasst und die Talauen an Warthe und Lutynia sowie eiszeitliche Landschaftsformen schützt. In drei gesonderten Reservaten nisten bedrohte Vogelarten.